# Ashurabombningarna i Irak 2004
Ashura-bombningarna i Irak 2004, även kallad Ashuramassakern var en samling koordinerade bombattentat som utfördes i den irakiska huvudstaden Bagdad och Karbala 2 mars 2004. Attentaten är några av de blodigaste attackerna som Upprorsrörelsen i Irak hittills utfört i samband med Irakkriget. Förövarna anses ha varit sunnimuslimer, muslimska extremister, antagligen knutna till Al-Qaida i Irak som av den irakiska regeringen och USA:s militär anses vara den mest hänsynslösa av den brokiga samling grupper som tillsammans utgör upprorsrörelsen.
Attentaten utfördes under Ashurafestivalen som är en islamisk högtid som firas till minne av att profeten Muhammeds dotterson Husayn ibn Ali år 680 stupade som martyr i Karbala. Totalt dödades minst 171 människor och 500 skadades. Förövarna använde sig av en kombination av självmordsbombare, granater och raketer och många anser att många fler hade kunnat dö. De allra flesta dödsoffren krävdes i Karbala där 9 explosioner dödade över 100 människor. I Bagdad omkom minst 58 människor. Många shiamuslimer, däribland storayatollan Ali al-Sistani, anklagade USA:s militär för att inte ha gjort tillräckligt för att skydda shiamuslimerna.